# Грабшинці
Грабшинці (словен. Grabšinci) — поселення в общині Светий Юрій-об-Щавниці, Помурський регіон, Словенія. Висота над рівнем моря: 281,8 м.